# 高凌霄
高凌霄（1874年3月16日—1956年），派名安吉，字石芝，又字石痴。四川省璧山县八塘乡（今八塘镇）人。清朝及中华民国官员。

## 生平
光緒二十三年（1897年）丁酉科拔貢，同年中式本省鄉試第三十名舉人。次年，他赴北京参加会试不中，期間参与了公车上书、戊戌变法等。此后历任四川谘议局议员，资政院议员，其於會場揮拳毆打新律維持會發起人周陳二人，引發一時新聞。宣統二年，考試舉貢，引見以內閣中書用
中华民国成立后，回到四川，历任四川省议会秘书长，四川省大竹县、酉阳县、大邑縣、成都县、灌县、彭山县知事，1935年8月，任彭縣縣長；歷任重慶、成都中學校教習，省立第四中學校校長。
中华人民共和国成立后，任四川省文史研究馆研究员、成都市政协委员。1956年逝世。